# Waleri Iljitsch Kusmin
Waleri Iljitsch Kusmin (russisch Валерий Ильич Кузьмин; * 7. November 1918 in Innjach, Oblast Jakutsk, Sowjetrussland; † 1. Juni 1983 in Jakutsk) war der erste sowjetische Pilot aus dem Volk der Jakuten. Er war zudem dreimal Abgeordneter im Obersten Sowjet der Jakutischen Autonomen Sozialistischen Sowjetrepublik.

## Leben
Waleri Kusmin wurde am 7. November 1918 als ältester Sohn in eine jakutische Bauernfamilie im an der Lena gelegenen Innjach geboren. Nach 7-jährigem Schulbesuch setzte er seine Ausbildung an der Fachschule für Pelztierhaltung in Jakutsk fort. Als 17-Jähriger schrieb er sich 1935 an der neu gegründeten Segelflugschule in Jakutsk ein. 1936/37 absolvierte er die Fluglehrerschule des OSSOAWIACHIM in Uljanowsk und erhielt als erster Jakute eine Fluglizenz. Er arbeitete zunächst für den jakutischen Aeroklub und später für die Lena-Polarfliegerstaffel. 1942/43 war er im Regierungsauftrag an der Etablierung einer Flugroute von Alaska nach Krasnojarsk beteiligt. Aus der Luft wählte er Standorte zukünftiger Flugplätze inmitten der sibirischen Taiga und Tundra aus. Ab 1943 überführte er auf dieser Route Flugzeuge aus den Vereinigten Staaten, die der Sowjetunion im Rahmen des Lend Lease Act zur Verfügung gestellt wurden. Nach dem Krieg war er als Kommandant einer C-47 in der Mandschurei.
1946 kehrte Kusmin in die zivile Luftfahrt zurück. Er beteiligte sich an der Erschließung Sibiriens und erkundete Diamantenvorkommen in Westjakutien. Ab 1950 wurde er dreimal in Folge in den Obersten Sowjet der Jakutischen Autonomen Sozialistischen Sowjetrepublik gewählt. 1962 wurde er Kommandeur der 248. Fliegerstaffel in Nischnije Kresty, dem heutigen Tscherski. Die Flugzeuge versorgten Polarstationen, klärten Eisverhältnisse auf und lotsten Schiffskonvois über den nördlichen Seeweg. 1965 trat er von seinem Posten zurück, um sich in Uljanowsk an der neuen Turbopropmaschine An-12 ausbilden zu lassen. Ein Jahr später war er selbst Fluglehrer für diesen Flugzeugtyp. Im August 1969 wurde Kusmin zum Kommandeur der Vereinigten Luftabteilung Nischnekolymsk der Polarluftfahrtdirektion der zivilen Luftflotte ernannt. Unter seiner Leitung wurde die jakutische Flugzeugflotte modernisiert. Den Flughafen Jakutsk ließ er komplett umbauen. Nach 12 Jahren ging er 1981 in den Ruhestand. Er starb 1983 nach längerer Krankheit.
Kusmin flog in seinem Leben eine Gesamtstrecke von mehr als 3 Millionen Kilometern. Er beherrschte 13 Flugzeugtypen. 1967 wurde ihm der Titel „Verdienter Pilot der UdSSR“ verliehen. Kusmin war auch Ehrenbürger von Jakutsk.
Mit dem Erlass des Präsidiums des Obersten Sowjets der UdSSR vom 9. Februar 1973 wurde Waleri Kusmin „für herausragende Leistungen bei der Erfüllung der Planvorgaben für Lufttransporte, der Anwendung der Luftfahrt im Volkswirtschaftssektor des Landes und der Einführung neuer Luftfahrttechnologien“ der Titel Held der sozialistischen Arbeit verliehen, zusammen mit dem Leninorden und der goldenen Medaille „Sichel und Hammer“. Er war auch Träger des Ordens des Roten Sterns, des Ehrenzeichens der Sowjetunion und dreifacher Träger des Ordens des Roten Banners der Arbeit.
Gedenktafeln für Waleri Kusmin gibt es in Jakutsk seit dem Jahr 2000 an der nach ihm benannten Mittelschule Nr. 30 und seit dem 7. November 2013 an seinem früheren Wohnhaus (Prospekt Lenina 21). Eine Straße in der Nähe des Flughafens trägt seinen Namen. Am 8. September 2017 wurde auf dem Platz vor dem Internationalen Terminal ein Denkmal für Kusmin enthüllt. Eine weitere Straße ist am Flughafen von Oljokminsk nach ihm benannt.
Waleri Kusmin ist Namensgeber eines 2012 in Dienst gestellten Suchoi Superjet 100-95B der Yakutia Airlines. Zum Gedenken an den Piloten erhielt ein Diamant mit einem Gewicht von 56,28 Karat den Namen „Pilot Waleri Kusmin“.